# Chionodraco myersi
Chionodraco myersi är en fiskart som beskrevs av Dewitt och Tyler, 1960. Chionodraco myersi ingår i släktet Chionodraco och familjen Channichthyidae. Inga underarter finns listade i Catalogue of Life.